# 방포초등학교
방포초등학교는 대한민국 충청남도 태안군에 있는 공립 초등학교이다.

## 학교 연혁
- 1966년 3월 1일: 안면국민학교 분제분실
- 1971년 4월 20일: 개교, 안면국민학교 나치도분교 편입
- 1979년 3월 1일: 나치도분교장 폐교 및 본교 통폐합

## 참고 자료
- 방포초등학교 - 한국교육학술정보원 학교알리미